# Minljivka
Minljívka ali decídua je naziv za maternično sluznico (endometrij) v nosečnosti.

## Anatomija
Minljivko oziroma deciduo sestavljajo trije deli:
- bazalna decidua – pod mestom ugnezditve jajčeca
- kapsularna decidua – loči vgnezdeno jajčece od maternične svetline
- parietalna decidua – odeva maternično steno povsod, razen na mestu vnezdenja

## Nastanek
Že pred oploditvijo in takoj po njej se namreč maternična sluznica pripravlja na ugnezditev, tako da se zadebeli in postane dobro ožiljena. Stromalne celice maternične sluznice postanejo poligonalne in se povečajo in če pride do oploditve, se povečujejo še naprej. Minljivka se na nasprotni strani od razvijajočega se zarodka izboči v maternično votlino in tako nastane kapsularni del minljivke. Na drugi strani zarodka pa se minljivka močno razvije v bazalni del, kjer tvori materin del posteljice. Preostali del predstavlja parietalna decidua. V tretjem mesecu razvoja se kapsularna in parietalna decidua zaradi rasti ploda pritisneta druga ob drugo in v petem in šestem mesecu kapsularni del izgine. V četrtem mesecu se v minljivki oblikujejo številni pretini, ki razdelijo posteljico na 15 do 20 režnjičev,kotiledonov. Vendar pa je razdelitev na kotiledone vendar je razdelitev nepopolna in kri prosto prehaja med režnjiči.
Pri porodu se minljivka, razen najglobljega dela, odlušči.

## Vloga
Minljivka predstavlja površino med materjo in zarodkom ter sodeluje pri izmenjavi hranil, plinov in drugih snovi med njima. Omogoča zelo nadzorovano invazijo trofoblata in preprečuje vdiranje trofoblasta v mišično plast maternice. Zarodek tudi ščiti pred materinim imunskim sistemom. 
Minljivka izloča tudi določene hormone (kortizol, prolaktin, kortikotropin sproščajoči hormon, gonadotropin sproščajoči hormon in relaksin), rastne faktorje in citokine. Vsebuje receptorje za estrogene, progesterone, rastne hormone in druge. Prolaktin, ki nastaja v minljivki, ni pod nadzorom dopamina (kot velja za prolaktin, ki ga izloča možganski privesek).

## Patofiziologija
Pride lahko do kroničnega vnetja minljivke (kronični deciduitis), ki lahko sproži prezgodnji porod.
Decidualno tkivo se lahko pojavi zunaj maternice; gre za t. i. ektopično deciduo. Do nje lahko pride na različnih mestih: jajčnikih,
materničnem vratu, na seroznih površinah maternice in jajcevodov, potrebušnici, omentumu,
periaortnih ter medeničnih bezgavkah, sečnih poteh ter na slepiču. Natančen mehanizem njenega nastanka ni znan. Redko so žarišča ektopične decidue tako velika, da povzročajo klinične zaplete. Najpogosteje se klinično izrazi, če prizadene slepič in v tem primeru simptomi kažejo na vnetje slepiča in je treba vzrok operativno odstraniti. Sicer pa spremembe popolnoma izginejo v 4 do 6 tednih po porodu in če ne povzročajo zapletov, ni potrebno ukrepati.